# Stepney

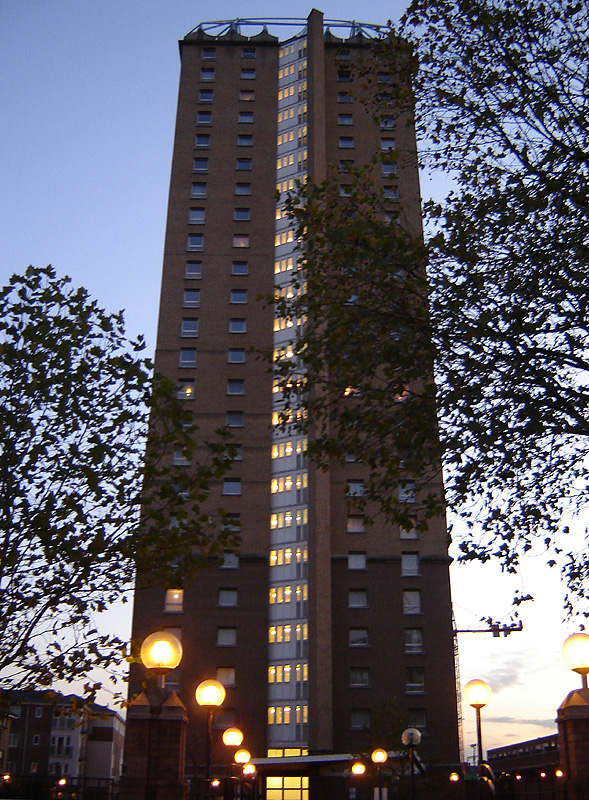
Winterton House, um prédio residencial em Stepney.

Stepney é um distrito do borough de Tower Hamlets, em East End, Londres.
O distrito tem origem medieval e nasceu e cresceu em volta da igreja de St. Dunstan, mas se tornou populosa a partir do século XIX.
Tem uma população de 16.238 pessoas.
Stepney está localizado a 5,8 km de Charing Cross.